# Klumpane
Die Klumpane (norwegisch für Klumpen) sind eine Gruppe kleiner und felsiger Berggipfel im ostantarktischen Königin-Maud-Land. Auf dem Ahlmannryggen ragen sie auf der Ostseite des Eingangs zum Tal Strengen auf.
Norwegische Kartografen, die der Gruppe auch ihren Namen gaben, kartierten sie anhand von Vermessungen und Luftaufnahmen der Norwegisch-Britisch-Schwedischen Antarktisexpedition (1949–1952).